# Hollán Ernő
Hollán Ernő, teljes nevén Hollán György Ernő János (Szombathely, 1824. január 13. – Budapest, 1900. május 28.) magyar hadmérnök, altábornagy, államtitkár, főrendiházi tag, valóságos belső titkos tanácsos, az MTA tagja, a Magyar Mérnök- és Építész-Egylet alapítója és első elnöke.

## Családja
Római katolikus polgári családban született Hollán József orvos és belga származású Hohl Johanna (néhol Holl) gyermekeként. Hollán Adolf orvos, miniszteri tanácsos és Hollán Hugó katonatiszt öccse. Neje békási Békássy Antónia.

## Élete
A gimnáziumot szülővárosában végezte, majd 1839-ben a bécsi hadmérnöki akadémiára került, amelynek csakhamar legjobb növendékei közé tartozott. 1844-ben hadnagy, 1846-ban főhadnagy lett a hadmérnöki karban. Lembergben állomásozott, amikor 1848. június 1-jén századosnak léptették elő a kassai 9-ik honvéd zászlóaljhoz, majd „Vörössipkásaival” a délvidéki hadszíntérre vezényelték. Fehértemplomnál, majd Szenttamás ostrománál kitűnt vitézsége miatt Kossuth Lajos őrnaggyá és hadmérnöki főnökké nevezte ki Pétervárad várába. A vár erődítési munkálatainak köszönhetően egészen a szabadságharc bukásáig kitartott. Hollán továbbá jelentős szerepet játszott abban, hogy Csuha Antal várparancsnok a szerbek elől a péterváradi erődbe menekült, de amúgy dinasztiahű cs. kir. tisztek nyomása ellenére nem kapitulált az ostromlók előtt. A világosi fegyverletétel után Kiss Pál vezérőrnagy közel egy hónapig még ellenállt, majd utolsó előttiként június 7-én feltételek nélkül átadta a várat a császáriaknak, ám Klapka komáromi kapitulációja után az ottani várőrség által kiharcolt kedvezményeket részben kiterjesztették Pétervárad védőire is.
Hollán szülővárosába tért vissza, ahol csakhamar internálták, és szoros felügyelet alá helyezték, majd bebörtönözték. Szabadulása után Bécsben talajjavítással kezdett foglalkozni, ekkor írta első művét, a Taglalati (analytikus) mértant, melynek alapján a Magyar Tudományos Akadémia tagjának választotta. 1854-ben, a Marczibányi-jutalom megkapása évében megnősült.

### Politikai pályafutása
A Bach-korszak után (1859) politikai kérdésekkel is foglalkozni kezdett. Memorandumot dolgozott ki a szerinte szükséges intézkedésekről, amellyel elnyerte Széchenyi tetszését; ezeket Rechberg miniszterrel is közölte. Ekkortól a Döblingben tartózkodó gróf bizalmával és barátságával dicsekedhetett.  

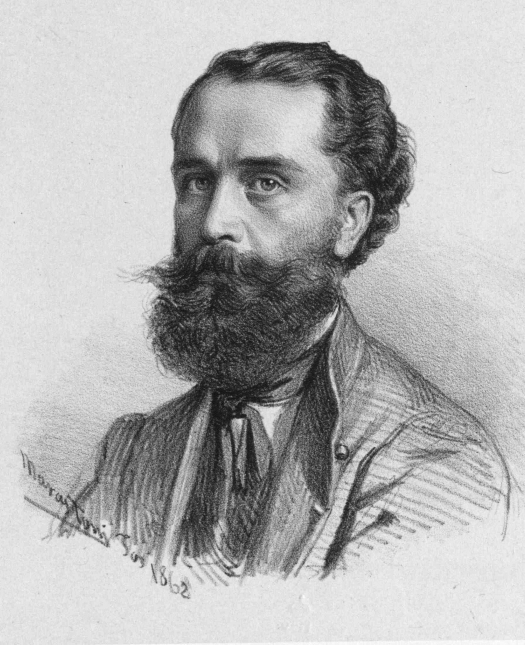
Hollán Ernő (1862)

Bizalmas viszonyban állt Deák Ferenccel is. Pestre ment a Déli Vasút magyarországi főinspektoraként. Ekkoriban keletkezett a magyar gazdasági egyesület részére kidolgozott emlékirata a magyarországi vasúti hálózatról. E fontos munkában a magyar vasúti politika fő elveit fejtegeti, ellentétben az osztrák kormány által követett, az ország érdekeinek nem mindenben megfelelő eljárással. (Megjelent a Budapesti Szemlében, 1862-ben). 1866-ban megalapította a magyar mérnökök és építészek egyletét.
Az Országgyűlésnek 1865 óta tagja volt a felsőőri kerület képviselőjeként. A Deák-párthoz tartozott. Tagja volt a kiegyezést előkészítő 15-ös bizottságnak is, ahol főként a hadügyi tárgyalásokon vett részt. Az alkotmányos kormány kinevezésekor, 1867. március 30-án mint államtitkár lépett a közlekedési minisztériumba, gróf Mikó mellé (ezen posztjáról 1870. április 6-án lemondott). Tevékenysége és szakképzettsége kiválóan alkalmassá tették őt erre az akkori viszonyok közt, mivel a sokévi mulasztást rohamosan kellett helyrehozni, mégis működésének éppen ezt az időszakát támadták leginkább abban az időszakban, amikor az Andrássy-éra felbuzdulását anyagi téren a teljes levertség váltotta fel. E támadásokat, amelyeknek a képviselőházban főleg Simonyi Ernő volt szószólójuk, és amelyeket a fúzió után még a kormány részéről is hangoztattak, igazolni látszott a közgazdasági pangás idején a különben is kimerült államkincstárra az államilag támogatott vasutak kamatjából háruló teher. Hangsúlyozták, hogy kellő politikai belátás nélkül, könnyelműen fogtak a nagy vállalkozásokba, és tekintet nélkül az állam pénzügyi helyzetére, képzett szakerők nélkül, túl nagy költséggel építettek. A tények azonban mást mutatnak: a vasúti építkezés rendszere valójában nagyon jól át volt gondolva, hisz az Széchenyi munkáján és az említett 1862-es memorandumon alapult, amelyhez az 1867. júniusi miniszteri előterjesztés majdnem betű szerint ragaszkodott. Igaz, hogy körülbelül 4000 kilométernyi vasút építése öt év alatt, 1875-ig nagyon megterhelte az államkincstárat, de leginkább azért, mert az 1867-68. évek nagy forgalma után több sovány év következett, és a vagonok üresen közlekedtek. Bár az új vonalak közt több nehéz, nagy munkát igénylő is volt, mint a károlyváros–fiumei, zólyom–ruttkai és a nagyvárad–kolozsvári, az átlagos költség mérföldenként nem volt nagyobb 900 000 forintnál. Az utólagos tőkeszaporítás és kamatemelés sem egész 20 milliót tett ki, az egész költségnek 3%-át. A garanciából 15 milliónyi évi teher hárult az államra, amit az akkor nagyon megsínylett, másrészt viszont nem lehet kétségbe vonni, hogy csakis a vasutak ilyen rohamos fejlesztése tette lehetővé az állami gazdaság későbbi rendkívüli kiterjesztését. 

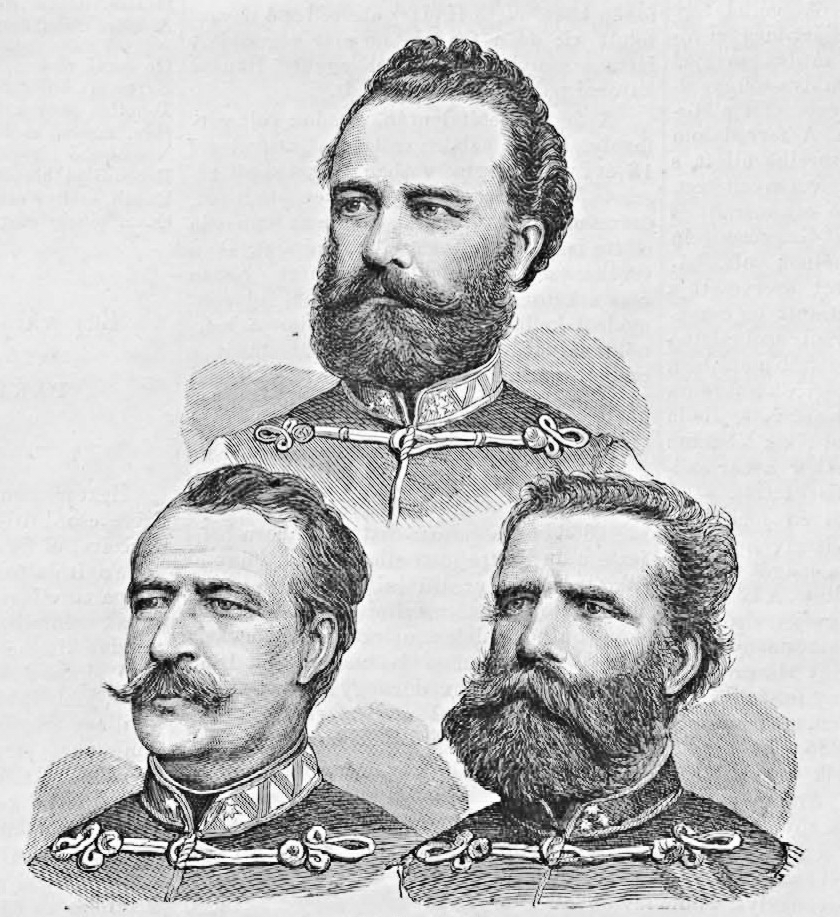
A honvédelmi minisztérium vezetői 1870-ben, a Vasárnapi Ujság illusztrációja, 1870, 49. szám. Hollán Ernő fölül

Arról is megfeledkeztek, hogy a képviselők és kerületeik igazi vasútépítési lázban szenvedtek, mindenki a maga portája elé követelte az állomást, és Hollánnak elég sok fáradságába került a túlzó követelések elutasítása. Mind e tekintetben csak a későbbi kor szolgáltatott neki teljesen igazságot, mégpedig, amint Lipthay Sándor mondja (Vasútépítéstan I. 25 l.), „közlekedési hálózatunknak a helyes alapon való kifejlesztése körül szerzett elévülhetetlen érdemeket”. Különös érdeme volt a törökországi vasúti csatlakozás ügyében. A magyar vonalak csatlakozását ő vitte keresztül egy, a király elnöklete alatt tartott koronatanácsban, amelyben Beust a boszniai, novii csatlakozás mellett foglalt állást. Szintén az ő érdeme volt a külön vasúti igazgatóság szervezése, a szakerők csoportosítása, az új tehetségek nevelése.
1870 májusában, Mikó visszalépésekor lemondott állásáról. A honvédségben, annak felállításakor mint szabadságolt állományú ezredes szolgált, és részt vett a szegedi I. brigád gyakorlataiban.
1870 novemberében honvédelmi államtitkár lett Andrássy Gyula miniszterelnöksége alatt, és két éven át, Lónyay Menyhért miniszterelnök bukásáig maradt e tisztségben. Ezen időszakra esik a honvédtisztek képzését lehetővé tevő 1871. évi VI. törvénycikk megalkotása, majd a Magyar Királyi Honvéd Ludovika Akadémia szervezése, és a honvédlovasságnak nyolc századdal való szaporítása. Az 1871. évi hadgyakorlatok alkalmával Ferenc József kifejezte legfelsőbb megelégedését, Andrássy pedig távozásakor honvédelmi miniszternek ajánlotta Hollánt. Lónyay azonban magának tartotta fenn e tárcát, mert ebben is követni akarta Andrássy példáját. 1872 decemberében Hollán visszavonult, de megmaradt országgyűlési képviselőnek. Mint a delegáció tagja 1875-ben felszólalt az Uchatius-féle tábori tüzérségi anyag beszerzése mellett. 1875-ben soron kívül lett tábornok, 1876 elején pedig tényleges állományba lépett mint a székesfehérvári honvéd kerület parancsnoka. Ezzel parlamenti munkásságának vége szakadt. 1881-ben altábornagy lett, 1886-ban pedig nyugalomba vonult, és tagja lett a főrendiháznak. Ott a legtöbb kérdésben a szabadelvű irányt támogatta. Élénken részt vett a közéletben a Magyar Tudományos Akadémia hadtörténeti bizottságának és a millenniumi kiállítás katonai csoportjának elnökeként. Haláláig a Pallas Irodalmi és Nyomdai Rt. elnöke volt.
1900. május 28-án éjfélkor, élete 77., házasságának 46. évében szívszélhüdésben hunyt el. Örök nyugalomra május 31-én Békáson helyezték, a Békássy család sírboltjába.

## Írásai
- A mértan alapvonalai tudományosan rendszeresítve (Bécs, 1854)
- Magyarország vasúthálózatának rendszere (Das künftige Eisenbahn-System für Ungarn und Siebenbürgen in seinen Beziehungen zum Welthandel und den inneren Verkehr, Bécs, 1856)
- Zur ungarischen Frage: eine Denkschrift / von einem ungarischen Patrioten (Leipzig, Verlag von E. J. Steinacker, 1859)
- Magyarország forgalmi szükségletei s a vasutügyek ujabb kifejlődése (Pest, 1864)
- Az olcsó vasutakról (Pest, 1865)

## Emlékezete
- Budapesten, az Újlipótvárosban utca viseli a nevét
- Szombathelyen utca viseli a nevét

### Külső hivatkozások
- Hollán Ernő, az MTA Hadtudományi Bizottságának első elnöke, Hadtudomány, X. évfolyam,  1. szám, 2000. március